# Multicycle
Multicycle is een zelfstandige Nederlandse fietsenfabriek in Ulft die sinds 1976 handmatig fietsen produceert.